# 大山站 (鹿兒島縣)
大山站（日语：／ Ōyama eki */?）是位於鹿兒島縣指宿市的九州旅客鐵道（JR九州）指宿枕崎線的鐵路車站。

## 車站構造
本站為1面1線側式月台的地上車站，無法進行列車交會。本站也是無人站。

## 利用狀況
- 在2007年，平均1日的乘車人數為75人。

| 乘車人數變化 | 乘車人數變化 |
| 年度         | 1日平均人數  |
| ------------ | ------------ |
| 2003         | 91           |
| 2004         | 83           |
| 2005         | 78           |
| 2006         | 74           |
| 2007         | 75           |

## 歷史
- 1960年（昭和35年）3月25日：車站啟用。
- 1987年（昭和62年）4月1日：因國鐵分割民營化，本站成為九州旅客鐵道的車站。

## 車站周邊
- 山川發電廠：全日本最南面的地熱能發電站。
- 鰻溫泉
- 大山郵局

## 相鄰車站
九州旅客鐵道
指宿枕崎線
山川－大山－西大山

## 相關項目
- 日本鐵路車站列表

## 外部連結
- 大山車站（页面存档备份，存于）（日語）